# Talassia
Talassia is een geslacht van weekdieren uit de klasse van de Gastropoda (slakken).

## Soorten
- Talassia coriacea (Manzoni, 1868)
- Talassia dagueneti (de Folin, 1873)
- Talassia macrostoma (Thiele, 1925)
- Talassia philippeswinneni Rolán & Swinnen, 2011
- Talassia sandersoni (A. E. Verrill, 1884)
- Talassia tenuisculpta (Watson, 1873)